# انتشار (شبکه رایانه)

الگوریتم سیل

الگوریتم جاری شدن سیل با پیام‌های ACK

انتشار (به انگلیسی: Flooding) در الگوریتم‌های مسیریابی شبکه‌های رایانه ای استفاده می‌شود که در آن هر بسته ورودی از طریق هر لینک خروجی به جز آن لینکی به آن وارد شده از طریق آن ارسال می‌شود.
Flooding در bridging و در سیستم‌هایی مانند Usenet و اشتراک فایل نظیر به نظیر و به عنوان بخشی از پروتکل‌های مسیریابی از جمله OSPF ،DVMRP و موارد استفاده شده در شبکه‌های بی‌سیم ad-hoc استفاده می‌شود.

## انواع
به‌طور کلی دو نوع انتشار در دسترس وجود دارد، انتشار بدون کنترل و انتشار کنترل شده.

در انتشار کنترل نشده ، هر گره بدون قید و شرط بسته‌ها را به هریک از همسایگان خود توزیع می‌کند. بدون شرطی برای جلوگیری از چرخش نامشخص در همان بسته، طوفان‌های پخش یک خطر محسوب می‌شوند.
انتشار کنترل شده، دو الگوریتم خاص خود را برای اطمینان از آن، SNCF) Sequence Number Controlled Flooding) و RPF) Reverse Path Forwarding) دارد. در SNCF، گره آدرس و شماره دنباله خود را به بسته وصل می‌کند، زیرا هر گره دارای حافظه آدرس و شماره دنباله است. اگر یک بسته در حافظه دریافت کند، بلافاصله آن را رها می‌کند در حالی که در RPF است، گره فقط بسته را به جلو می‌فرستد. اگر از گره بعدی دریافت شود، آن را برای فرستنده ارسال می‌کند.

## الگوریتم‌ها
چندین الگوریتم انتشار وجود دارد. بیشتر آنها به شر ح زیر کار می‌کنند:
1. هر گره به عنوان فرستنده و گیرنده عمل می‌کند.
2. هر گره سعی می‌کند هر پیام را به جز گره منبع به همه همسایگان خود منتقل کند.

این نتیجه باعث می‌شود هر پیام در نهایت به کلیه قسمت‌های قابل دسترسی شبکه منتقل شود.
ممکن است الگوریتم‌ها پیچیده‌تر از این عمل باشند، زیرا در بعضی موارد، برای جلوگیری از ارسال‌های مضاعف و حلقه‌های نامتناهی، باید اقدامات احتیاطی صورت گیرد تا سرانجام پیام‌ها از سیستم خارج شوند.

### انتشار انتخابی
نوع سیلابی به نام سیل انتخابی تا حدودی با ارسال بسته‌ها به روترها در همان جهت، این مسائل را برطرف می‌کند. در هنگام طغیان انتخابی، روترها هر بسته ورودی را در هر خط، بلکه فقط در خطوطی که تقریباً در جهت درست حرکت می‌کنند ارسال نمی‌کنند.

## مزایا
مزایای استفاده از این روش این است که اجرای آن بسیار ساده است،  اگر یک بسته را می‌توان پس تحویل آن را (احتمالا چندین بار)، و از جاری شدن سیل به‌طور طبیعی با بهره‌گیری هر مسیر در شبکه آن را نیز به کوتاه‌ترین مسیر استفاده کنید.

## معایب
انتشار می‌تواند پهنای باند را هدر بدهد. در حالی که یک پیام ممکن است فقط یک مقصد داشته باشد که باید برای همه میزبان‌ها ارسال شود. در صورت وقوع انتشار پینگ یا انکار حمله خدمات می‌تواند برای قابلیت اطمینان شبکه کامپیوتری مضر باشد.
پیام‌ها می‌توانند در شبکه کپی شوند که بیشتر باعث افزایش بار شبکه می‌شود و همچنین نیاز به افزایش پیچیدگی پردازش برای نادیده گرفتن پیام‌های تکراری دارد. بسته‌های تکراری ممکن است برای همیشه در گردش باشند، مگر اینکه موارد خاصی در نظر گرفته شود:
- از شمارش هاپ یا یک زمان برای زندگی (TTL) برای شمارش استفاده کنید و آن را با هر بسته درج کنید. این مقدار باید تعداد گره‌هایی را که ممکن است یک بسته در مسیر رسیدن به مقصد خود داشته باشد، در نظر بگیرد.
- هر گره را به خاطر داشته باشید که بسته‌های مشاهده شده را ردیابی کنید و هر بسته را فقط یک بار به جلو بکشید.
- توپولوژی شبکه را بدون حلقه اجرا کنید.

## مثال‌ها
- اولین و کوتاهترین مسیر باز (OSPF) - برای انتقال به روزرسانی‌ها به توپولوژی (LSA) استفاده می‌شود.
- در ارتباطات با نرخ پایین داده ، انتشار می‌تواند در پروتکل‌های اختصاصی مانند VEmesh ,[۳] که در باند فرکانس Sub-1 GHz و شبکه مش بلوتوث مشغول به کار است، در ارتباطات دیتا سریع و قوی دست یابد. هر دو پروتکل به عنوان فن آوری‌های اساسی در رابط روشنایی دیجیتال قابل استفاده در کنترل حرفه ای و روشنایی تجاری استفاده می‌شوند.